# Gundia berberyjska
Gundia berberyjska (Ctenodactylus vali) – gatunek ssaka z rodziny gundiowatych (Ctenodactylidae).

## Taksonomia
Gatunek po raz pierwszy zgodnie z zasadami nazewnictwa binominalnego opisał w 1902 roku brytyjski zoolog Oldfield Thomas nadając mu nazwę Ctenodactylus vali. Holotyp pochodził z Wadi Bey, na północny zachód od Bonjem, około 330 km na południowy wschód od Trypolisu, w Libii.
Autorzy Illustrated Checklist of the Mammals of the World uznają ten gatunek za monotypowy.

### Etymologia
- Ctenodactylus: gr. κτεις kteis, κτενος ktenos „grzebień”; δακτυλος daktulos „palec”[8].
- vali: etymologia niejasna, Thomas nie wyjaśnił znaczenia nazwy gatunkowej; być może jakaś lokalna nazwa tego gatunku[9].

## Zasięg występowania
Gundia berberyjska występuje w północnej Afryce (północno-wschodnie Maroko, północno-zachodnia Algieria oraz północno-zachodnia Libia).

## Morfologia
Długość ciała (bez ogona) 124–185 mm, długość ogona 27–43 mm; masa ciała do 185 g. 

## Ekologia
Zamieszkuje zwrotnikowe i podzwrotnikowe tereny porośnięte makchią i obszary skaliste. Występuje na terenach położonych na wysokości do 1000 m n.p.m..